# Masters Nórdico de Fórmula 3
El Masters Nórdico de Fórmula 3, conocido como Campeonato de Finlandia de Fórmula 3 , es una competición de Fórmula 3 basada en Finlandia.La primera temporada del nuevo Masters Nórdico de Fórmula 3 se disputará en 2010.El Campeonato de Finlandia de Fórmula 3 se disputó entre los años 1958-1960 después en 1984-1986, volviendo después en 2000-2009.No hay que confundir este campeonato con el Campeonato de Escandinavia & Nórdica de Fórmula 3, ya que este último se disputó independientemente entre 1984-1985 y 1992-2001

## Campeones
| Año        | Piloto           | Escudería                 |
| ---------- | ---------------- | ------------------------- |
| 1958       | Heimo Hietarinta | ??                        |
| 1959       | Curt Lincoln     | ??                        |
| 1960       | Heimo Hietarinta | ??                        |
| 1961- 1983 | no se disputó    | no se disputó             |
| 1984       | Jari Koiranen    | Lahti Racing              |
| 1985       | Sami Pensala     | Kuomu Sport               |
| 1986       | Jorma Airaksinen | Bisse Racing              |
| 1987- 1999 | no se disputó    | no se disputó             |
| 2000       | Marko Nevalainen | Motor Up Racing           |
| 2001       | Jari Koivisto    | Jari Koivisto F3 Racing   |
| 2002       | Jussi Pinomäki   | Niinivirta Motorsport     |
| 2003       | Andrea Belicchi  | Lukoil Racing             |
| 2004       | Teemu Tanninen   | Polameri Team             |
| 2005       | Jari Koivisto    | Jari Koivisto F3 Racing   |
| 2006       | Arto Taimi       | TCB Racing                |
| 2007       | Tomi Limmonen    | Koiranen Bros. Motorsport |
| 2008       | Mika Vähämäki    | ADRF                      |
| 2009       | Kimmo Joutvuo    | Rolling Rocks             |
| 2010       | Jani Tammi       | Oakra F3 Motorsport       |